# Liz McColgan
Elizabeth Lynch-McColgan, detta Liz (Dundee, 24 maggio 1964), è un'ex mezzofondista e maratoneta britannica.
In carriera è stata campionessa mondiale dei 10000 metri piani a Tokyo 1991.

## Record nazionali

### Seniores
- 5000 metri piani indoor: 15'03"17 ( Birmingham, 22 febbraio 1992)

## Palmarès
| Anno                                  | Manifestazione             | Sede       | Evento         | Risultato | Prestazione | Note                          |
| ------------------------------------- | -------------------------- | ---------- | -------------- | --------- | ----------- | ----------------------------- |
| In rappresentanza della Gran Bretagna |                            |            |                |           |             |                               |
| 1986                                  | Europei                    | Stoccarda  | 3000 m piani   | 12ª       | 9'02"42     |                               |
| 1986                                  | Europei                    | Stoccarda  | 10000 m piani  | 7ª        | 31'49"46    |                               |
| 1987                                  | Mondiali                   | Roma       | 10000 m piani  | 5ª        | 31'19"82    |                               |
| 1988                                  | Giochi olimpici            | Seul       | 10000 m piani  | Argento   | 31'08"44    |                               |
| 1989                                  | Mondiali indoor            | Budapest   | 1500 m piani   | 6ª        | 4'10"16     | Miglior prestazione personale |
| 1989                                  | Mondiali indoor            | Budapest   | 3000 m piani   | Argento   | 8'34"80     | Miglior prestazione personale |
| 1991                                  | Mondiali di cross          | Anversa    | Corsa seniores | Bronzo    | 20'28"      |                               |
| 1991                                  | Mondiali                   | Tokyo      | 10000 m piani  | Oro       | 31'14"31    |                               |
| 1992                                  | Mondiali di cross          | Boston     | Corsa seniores | 41ª       | 22'21"      |                               |
| 1992                                  | Giochi olimpici            | Barcellona | 10000 m piani  | 5ª        | 31'26"11    |                               |
| 1992                                  | Mondiali di mezza maratona | Newcastle  | Individuale    | Oro       | 1h08'53"    |                               |
| 1995                                  | Mondiali                   | Göteborg   | 10000 m piani  | 6ª        | 31'40"14    |                               |
| 1996                                  | Giochi olimpici            | Atlanta    | Maratona       | 16ª       | 2h34'30"    |                               |
| In rappresentanza della Scozia        |                            |            |                |           |             |                               |
| 1982                                  | Mondiali di cross          | Roma       | Corsa seniores | 71ª       | 16'03"7     |                               |
| 1986                                  | Giochi del Commonwealth    | Edimburgo  | 10000 m piani  | Oro       | 31'41"42    |                               |
| 1987                                  | Mondiali di cross          | Varsavia   | Corsa seniores | Argento   | 16'48"      |                               |
| 1990                                  | Giochi del Commonwealth    | Auckland   | 3000 m piani   | Bronzo    | 8'47"66     |                               |
| 1990                                  | Giochi del Commonwealth    | Auckland   | 10000 m piani  | Oro       | 32'23"56    |                               |

## Altre competizioni internazionali
1991
- Oro alla maratona di New York ( New York) - 2h27'32"

1992
- Oro alla maratona di Tokyo ( Tokyo) - 2h27'38"

1993
- Bronzo alla maratona di Londra ( Londra) - 2h29'37"

1994
- Oro alla Zevenheuvelenloop ( Nimega), 15 km - 49'56"

1995
- 5ª alla maratona di Londra ( Londra) - 2h31'14"
- 7ª alla maratona di Tokyo ( Tokyo) - 2h30'32"

1996
- Oro alla maratona di Londra ( Londra) - 2h27'54"
- Bronzo alla Maratona di Tokyo ( Tokyo) - 2h30'50"

1997
- Argento alla maratona di Londra ( Londra) - 2h26'52"
- Bronzo alla Mezza maratona di Lisbona ( Lisbona) - 1h10'16"

1998
- Argento alla maratona di Londra ( Londra) - 2h26'54"
- 5ª alla Mezza maratona di Lisbona ( Lisbona) - 1h09'50"

2007
- 25ª alla maratona di Londra ( Londra) - 2h50'38"